# Antoine-Léonor Houdin
Antoine-Léonor Houdin est un architecte français, occasionnellement graveur, né vers 1620 et mort après 1689.

## Biographie

### Origines et entourage
Antoine-Léonor Houdin est le fils de Pierre Houdin, joueur de luth, et de Gabrielle de La Lande. Sa mère se remarie (après 1645) avec le graveur François Bignon. Ce dernier est par ailleurs le beau-frère du peintre Zacharie Heince, avec qui il collabore régulièrement. Par sa sœur Catherine, Houdin est le beau-frère du peintre génois Francesco Maria Borzone.

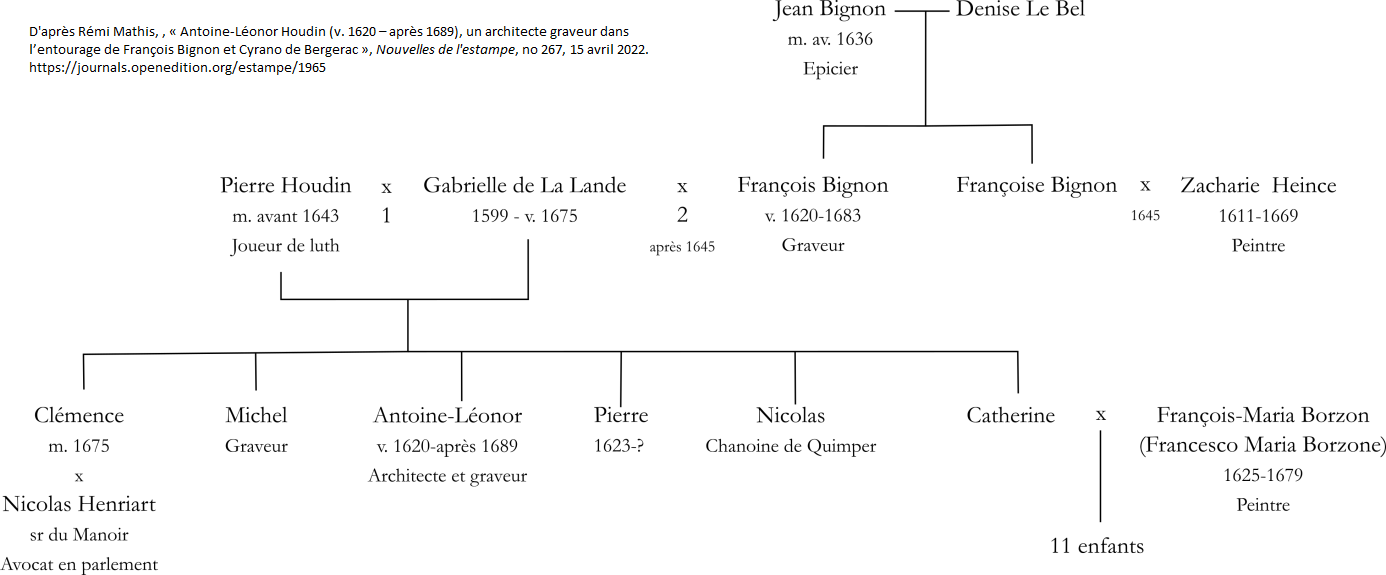
Arbre généalogique des familles Houdin, Bignon et alliées, par Rémi Mathis

### L'architecte
Antoine-Léonor Houdin propose en 1661 un vaste plan de réaménagement du Louvre, des Tuileries et de leurs alentours.
Ces projets, gravés, sont édités par le beau-père de Houdin, François Bignon. Rémi Mathis émet l'hypothèse, sans s'avancer, qu'Houdin les ait gravés lui-même.
Auteur de travaux sur des ponts flottants, Antoine-Léonor Houdin est présenté en 1689 comme « architecte des bâtiments du roi » et habite rue des Deux-Écus, paroisse Saint-Eustache.

### Le graveur

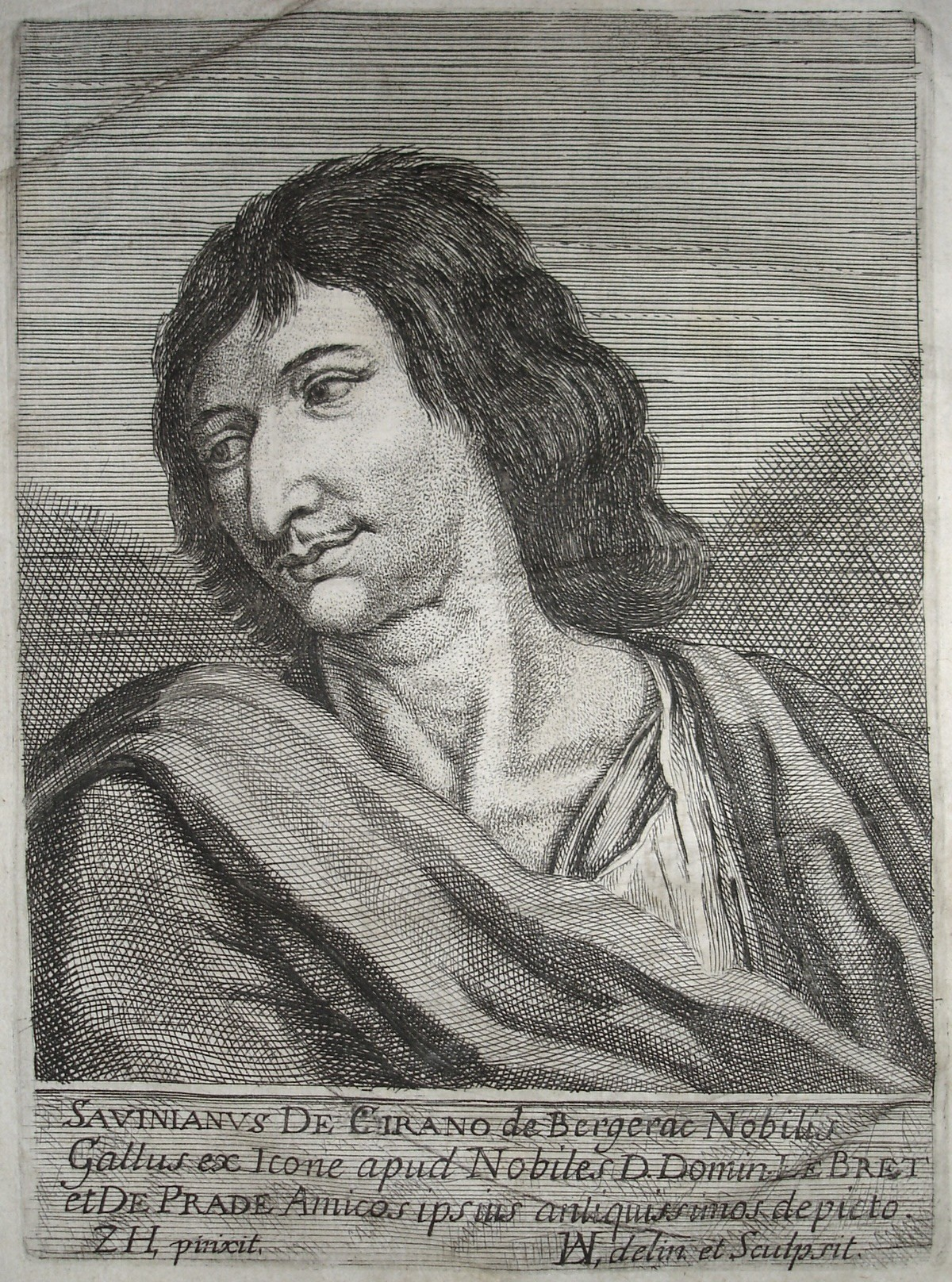
Portrait de Cyrano de Bergerac. Longtemps demeuré anonyme car les spécialistes n'avaient pu déchiffrer le monogramme, ce portrait est rendu par Rémi Mathis à Antoine-Léonor Houdin en 2022.

Ami, comme de nombreux membres de son entourage — au premier rang desquels son beau-père François Bignon — de Savinien de Cyrano de Bergerac, Antoine-Léonor Houdin en grave à l'eau-forte le portrait, d'après une peinture de Zacharie Heince. Publié dans les Œuvres diverses, dernier livre que Cyrano de Bergerac voit diffusé de son vivant, il s'agit du principal portrait d'époque du célèbre libertin.
Cette activité de graveur est épisodique et liée à la proximité avec son beau-père Bignon ; son style est d'ailleurs très proche de celui de ce dernier.